# Roosevelt (Minnesota)
Roosevelt ist eine Kleinstadt (mit dem Status „City“) im Roseau County und zu einem kleinen Teil im Lake of the Woods County  im US-amerikanischen Bundesstaat Minnesota. Das U.S. Census Bureau hat bei der Volkszählung 2020 eine Einwohnerzahl von 153 ermittelt.

## Geografie
Roosevelt liegt im Norden Minnesotas, rund 10 km südlich des Lake of the Woods, durch den die Grenze zu Kanada verläuft. Der Ort liegt auf 48°48′13″ nördlicher Breite, 95°05′49″ westlicher Länge und erstreckt sich über 2,69 km².
Benachbarte Orte von Roosevelt sind Swift (10,9 km nordwestlich), Long Point (29,7 km nordöstlich) und Williams (11,3 km südöstlich).
Die nächstgelegenen größeren Städte sind Fargo in North Dakota (352 km südwestlich), Winnipeg in der kanadischen Provinz Manitoba (224 km nordwestlich), Thunder Bay am Oberen See in der kanadischen Provinz Ontario (498 km östlich), Duluth (384 km südöstlich) und Minneapolis (534 km südsüdöstlich).

## Verkehr
Die Minnesota State Route 11 führt als Hauptstraße durch Roosevelt. Entlang des östlichen Ortsrandes verläuft eine Landstraße von ihrem südlichen Endpunkt an der Einmündung in die MN 11 nach Norden. Alle weiteren Straßen sind untergeordnete und teils unbefestigte Fahrwege sowie innerörtliche Verbindungsstraßen.
Parallel zur MN 11 verläuft eine Eisenbahnstrecke der Canadian National Railway durch Roosevelt.
39,6 km ostsüdöstlich von Roosevelt liegt mit dem Baudette International Airport ein kleiner Flugplatz. Die nächsten größeren Flughäfen sind der Hector International Airport in Fargo (335 km südwestlich), der Winnipeg James Armstrong Richardson International Airport (232 km nordwestlich), der Thunder Bay Airport (496 km östlich) und der Minneapolis-Saint Paul International Airport (557 km südsüdöstlich).

## Demografische Daten
Nach der Volkszählung im Jahr 2010 lebten in Roosevelt 151 Menschen in 61 Haushalten. Die Bevölkerungsdichte betrug 56,1 Einwohner pro Quadratkilometer. In den 61 Haushalten lebten statistisch je 2,48 Personen.
Ethnisch betrachtet setzte sich die Bevölkerung aus 97,4 Prozent Weißen sowie 2,0 Prozent (drei Personen) amerikanischen Ureinwohnern zusammen; 0,7 Prozent (eine Person) stammten von zwei oder mehr Ethnien ab. Unabhängig von der ethnischen Zugehörigkeit waren 1,3 Prozent (zwei Personen) der Bevölkerung spanischer oder lateinamerikanischer Abstammung.
25,8 Prozent der Bevölkerung waren unter 18 Jahre alt, 63,6 Prozent waren zwischen 18 und 64 und 10,6 Prozent waren 65 Jahre oder älter. 43,0 Prozent der Bevölkerung war weiblich.

Das mittlere jährliche Einkommen eines Haushalts lag bei 45.536 USD. Das Pro-Kopf-Einkommen betrug 26.196 USD. 4,3 Prozent der Einwohner lebten unterhalb der Armutsgrenze.